# Tasiocera (Tasiocera) dicksoniae
Tasiocera (Tasiocera) dicksoniae is een tweevleugelige uit de familie steltmuggen (Limoniidae). De soort komt voor in het Australaziatisch gebied.